# SpVgg Bad Homburg
Die SpVgg 05 Bad Homburg (vollständiger Name: Spielvereinigung 05/99 Bomber Bad Homburg e. V., früherer Vereinsname: SC 99 Bad Homburg e. V.) ist ein Fußballverein aus dem hessischen Bad Homburg vor der Höhe. Der Verein wurde am 14. Mai 1999 gegründet und versteht sich als Nachfolgeverein des im Jahre 1999 aufgelösten, langjährigen hessischen Oberligisten und ehemaligen Deutschen Amateurmeister von 1973, SpVgg 05 Bad Homburg.

## Geschichte

### Vorgängervereine bis 1945
Der Verein wurde am 20. August 1905 als SC Germania 05 Homburg gegründet, benannte sich jedoch bereits 1906 in FC Germania 05 Homburg um. Im Februar 1911 erfolgte die Fusion mit dem FC 1908 Kirdorf zur Homburger SpVgg 08. Auch diesen Namen behielt der Verein nur ein Jahr. Nach der Vereinigung mit dem FC Phönix 08 Bad Homburg im Jahr 1912 hieß der Club Homburger FV 05. Durch die Fusion mit den Vereinen Sportclub 1920 Homburg und Homburger Hockeyclub erfolgte die Umbenennung in Homburger Sport-Verein 05. Dieser Name wurde auch beibehalten, als sich 1930 Vorwärts Homburg dem Verein anschloss. Am 1. Oktober 1937 fusionierte der Sport-Verein 05 mit dem Reichsbahn-TuSV 1930 Bad Homburg und nannte sich danach zunächst Reichsbahn SV 05 Bad Homburg, danach Reichsbahn SG 05 Bad Homburg. Unter diesem Namen klopften die Fußballer dann erstmals ans Tor der obersten hessischen Liga, der damals erstklassigen Gauliga Hessen. Am Ende der Saison 1940/41 nahm Bad Homburg an der Aufstiegsrunde teil und scheiterte nur auf Grund des schlechteren Torverhältnisses am SV Wetzlar 05. 1945 wurde die Reichsbahn SG aufgelöst.

### SpVgg 05 Bad Homburg
Kurz nach Auflösung der Reichsbahn SG 05 Bad Homburg bildete sich bereits die Freie-Sportgemeinschaft Bad Homburg, aus der dann am 1. Februar 1946 die SpVgg 05 Bad Homburg wurde, bei diesem Namen blieb es dann bis zur Auflösung am 26. Juni 1999.
Nach dem Krieg war die SpVgg Bad Homburg Gründungsmitglied der 1950 eingerichteten 1. Amateurliga Hessen, die hinter der 2. Division der Oberliga Süd die dritthöchste Spielklasse war. Aus der Liga stieg die SpVgg jedoch bereits nach einer Saison wieder ab. Doch 1952 gelang der direkte Wiederaufstieg. Danach gehörte der Verein der Amateurliga Hessen ununterbrochen bis 1961 an. 1955 konnte die Meisterschaft der Amateurliga Hessen errungen werden, die zur ersten Teilnahme an der Deutschen Amateurmeisterschaft berechtigte. Die SpVgg setzte sich in ihrer Vorrundengruppe souverän gegen Normannia Pfiffligheim, den SV Niederlahnstein und den ASV Feudenheim durch und schaltete dann im Halbfinale die Würzburger Kickers aus. Im Finale, das am 25. Juni 1955 in Wetzlar vor 15.000 Zuschauern ausgetragen wurde, unterlag die SpVgg jedoch chancenlos den Sportfreunden aus Siegen mit 0:5.
| Die Finalisten von 1955: Udo Klug – Helmut Bürger, Adi Füller – „Molly“ Kilb, Fritz Zänger, Siggi Kellner – Hermann Kranz, Willi Nazarenus, Erich Rühl, Harry Wandelt, Fritz Kleemann |

In der Folgezeit entwickelte sich die SpVgg Bad Homburg zur Fahrstuhlmannschaft. Nach den Abstiegen 1961 und 1970 folgte bereits kurze Zeit später der Wiederaufstieg 1965 und 1972. 1973 qualifizierte sich die Spielvereinigung als Vizemeister der hessischen Liga zum zweiten Mal für die Teilnahme an der Deutschen Amateurmeisterschaft. Über den Altmeister Karlsruher FV, den ASV Bergedorf 85 und den ESV Ingolstadt-Ringsee drang die SpVgg ins Finale ein, das sie am 30. Juni 1973 vor 7000 Zuschauern in Offenbach mit 1:0 gegen die Amateure des 1. FC Kaiserslautern durch einen Treffer von Reidel gewann.
| Deutscher Amateurmeister 1973: Karl Loweg – Norbert Schülein, Anton Ceh – Wolfgang Solz, Dieter Gebert, Roland Weida – Manfred Diehl, Horst Schmittner, Hans Hild (Norbert Sauer), Helmuth Reidel (Walter Drefahl), Michael „Speedy“ Kuhn |

Auch nachdem die Amateurliga Hessen 1978 den Status einer Amateur-Oberliga bekam, stiegen die Homburger noch dreimal ab (1979, 1983 und 1993), um sich jeweils kurze Zeit später wieder in der höchsten hessischen Amateurklasse zurückzumelden (1980, 1987 und 1998).
Die erfolgreichste Phase überhaupt in der Oberliga Hessen hatte die SpVgg zwischen 1987 und 1992 mit drei zweiten Plätzen und einem dritten Platz. Damit verpasste man zwar dreimal knapp die Aufstiegsrunde zur 2. Bundesliga, qualifizierte sich aber noch drei Mal für die deutsche Amateurmeisterschaft. Sowohl 1989 als auch 1992 gelang dabei der Einzug ins Finale. Dramatisch war das Endspiel vom 17. Juni 1989 gegen die Eintracht Trier vor 5500 Zuschauern in Trier. Erst das Elfmeterschießen entschied das Spiel mit 4:5 gegen die von Herbert Dörenberg trainierten Homburger, nach 120 Minuten hatte es 1:1 gestanden.
| Die Finalisten von 1989: Volker „Tony“ Eid – Manfred Kling, Holger Dahl, Thomas Esche – Hans-Peter Boy, Wolfgang April, Uwe Glasner, Axel Fischer, Dieter Krapp (96. Erik Knecht), Peter Fischer (81. Stefan Kranz) – Michael Krätzer |

Drei Jahre später erreichte die SpVgg unter Trainer Wolfgang Strack erneut das Endspiel. Dieses ging am 13. Juni in Essen gegen Rot-Weiss Essen mit 2:3 ebenfalls nur knapp verloren. Die erfolgreiche Phase endete 1993 mit dem plötzlichen Absturz auf Abstiegsrang 16.
| Die Finalisten von 1992: Markus Croonen – Dirk Borkenhagen, Lothar Kall, Klaus Finkbeiner – Thomas Stoll (78. Frank Ziegler), Bruno Pasqualotto (61. Michael Rexroth), Björn Pistauer, Stefan Gorges, Thomas Kloss – Folker Liebe, Sven Müller |

Nach dem letzten Aufstieg im Jahr 1998 geriet der Verein in finanzielle Schwierigkeiten und musste Konkurs anmelden. Die SpVgg Bad Homburg zog ihre Mannschaft während der Saison 1998/99 nach 16 Spielen zurück. Der Verein wurde aufgelöst und unter dem Namen SC 99 Bad Homburg am 14. Mai 1999 neu gegründet.

### SC 99 Bad Homburg
Der im Mai 1999 von Bernd Nau und Georg Stryczek gegründete Nachfolgeverein sollte als Auffangbecken der Jugendmannschaften der SpVgg 05 aufgebaut werden. Eine Seniorenmannschaft wurde erst aus der Entwicklung der Jugendmannschaften geplant, entstand aber schneller als erwartet. Schon zur Saison 2001/02 konnte unter Mithilfe des ehemaligen Bundesligaprofis Ralf Haub eine schlagkräftige Mannschaft in der Kreisliga A des Hochtaunuskreises gemeldet werden. Dieser Mannschaft gelang auch der sofortige Aufstieg in die Bezirksliga Hochtaunus und in der folgenden Saison der Aufstieg in die Bezirksoberliga Frankfurt-West. Hier allerdings stoppte die Aufstiegsserie des SC 99 und man erreichte am Ende nur den 17. Tabellenplatz und stieg wieder in die Bezirksliga ab. Die darauf folgenden Spielzeiten wurden allesamt mit einem Mittelfeldplatz in der Bezirksliga abgeschlossen.
Aufgrund des kaum vorhandenen Bezugs der Bad Homburger zum Namen SC 99 und immer geringeren Interesse in der Öffentlichkeit beschlossen die Mitglieder am 10. Mai 2007 die Umbenennung des Vereines in SpVgg 05/99 Bad Homburg. Der Verein erhofft sich dadurch neuen Schwung und ein Wiederbeleben alter Traditionen und Stärken.

### SpVgg 05/99 Bad Homburg
In der ersten Saison, nach der Umbenennung zurück in SpVgg 05 Bad Homburg, erreichte der Verein den 5. Tabellenplatz in der Bezirksliga Hochtaunus. Erstmals wurde auch in dieser Saison ein Trainerwechsel bei der ersten Seniorenmannschaft vollzogen (Stephan Häuser für Ralf Haub).
Unter Stephan Häuser setzte sich der Aufwärtstrend fort und die Mannschaft schloss die reguläre Saison 2008/09 mit dem 2. Tabellenplatz ab. Dieser berechtigte zur Teilnahme an der Aufstiegs-Qualifikation in die Gruppenliga Frankfurt-West. Nach zwei Siegen und einem Unentschieden stieg man in die dritthöchste hessische Liga auf.
Auf Trainer Stephan Häuser folgte mit dem Saisonstart 2009/10 Reiner Baloun als neuer Mann an der Linie. Dieser wurde allerdings auch schon wieder im Spätherbst 2009 durch den ehemaligen Nullfünfer Spieler Claus Albert abgelöst.

### SpVgg 05/99 Bomber Bad Homburg
Seit Beginn der Saison 2012/13 tritt der Verein unter dem Namen SpVgg 05/99 Bomber Bad Homburg auf. Vorausgegangen war eine Fusion bzw. Eingliederung des Vereins FC Bomber Bad Homburg in die SpVgg 05/99 Bad Homburg. Der FC Bomber Bad Homburg gründete sich als reiner Jugendverein und nahm ab der Saison 2004/05 am Spielbetrieb teil. Ab der Saison 2007/08 bis zur Auflösung wurde mindestens eine Seniorenmannschaft in der Kreisliga C bzw. Kreisliga B gemeldet (Quelle: www.fussball.de). Durch die Zusammenlegung erhoffte man sich entsprechende Synergien und einen weiteren Aufschwung für den Vereinsfußball. Zum Abschluss der Saison stieg die Seniorenmannschaft in die Kreisoberliga ab. 2024 gelang nach dreizehn Jahren die Rückkehr in die siebtklassige Gruppenliga Frankfurt (West), aus der man jedoch umgehend wieder abstieg.

## Erfolge
- Deutscher Amateurmeister: 1973
- Deutscher Vize-Amateurmeister: 1955, 1989, 1992
- Meister Amateurliga Hessen: 1955
- Vize-Meister Amateurliga Hessen: 1960, 1973, 1974
- Vize-Meister Oberliga Hessen: 1989, 1990, 1992
- Meister der Landesliga Süd: 1952, 1965, 1972, 1980, 1987, 1998
- Hessenpokal-Sieger: 1951

## Platzierungen
2024 / 2025 Gruppenliga Frankfurt-West (7) 14. Platz

2023 / 2024 Kreisoberliga Hochtaunus (8) 1. Platz

2022 / 2023 Kreisoberliga Hochtaunus (8) 3. Platz

2021 / 2022 Kreisoberliga Hochtaunus (8) 5. Platz

2020 / 2021 Kreisoberliga Hochtaunus (8) 6. Platz

2019 / 2020 Kreisoberliga Hochtaunus (8) 11. Platz

2018 / 2019 Kreisoberliga Hochtaunus (8) 6. Platz

2017 / 2018 Kreisoberliga Hochtaunus (8) 5. Platz

2016 / 2017 Kreisoberliga Hochtaunus (8) 14. Platz

2015 / 2016 Kreisoberliga Hochtaunus (8) 14. Platz

2014 / 2015 Kreisoberliga Hochtaunus (8) 9. Platz

2013 / 2014 Kreisoberliga Hochtaunus (8) 2. Platz

2012 / 2013 Gruppenliga Frankfurt-West (7) 15. Platz

2011 / 2012 Gruppenliga Frankfurt-West (7) 14. Platz

2010 / 2011 Gruppenliga Frankfurt-West (7) 6. Platz

2009 / 2010 Gruppenliga Frankfurt-West (7) 10. Platz

2008 / 2009 Bezirksliga Hochtaunus (8) 2. Platz

2007 / 2008 Bezirksliga Hochtaunus (7) 5. Platz

2007 Umbenennung in SpVgg 05/99

2006 / 2007 Bezirksliga Hochtaunus (7) 8. Platz

2005 / 2006 Bezirksliga Hochtaunus (7) 6. Platz

2004 / 2005 Bezirksliga Hochtaunus (7) 9. Platz

2003 / 2004 Bezirksoberliga Frankfurt-West (6) 17. Platz

2002 / 2003 Bezirksliga Hochtaunus (7) 2. Platz

2001 / 2002 Kreisliga A Hochtaunus (8) 2. Platz

1999 Gründung SC 99 Bad Homburg

1999 Auflösung SpVgg 05 Bad Homburg

1998 / 1999 Oberliga Hessen (4) – *

1997 / 1998 Landesliga Hessen Süd (5) 1. Platz

1996 / 1997 Landesliga Hessen Süd (5) 3. Platz

1995 / 1996 Bezirksoberliga Frankfurt-West (6) 1. Platz

1994 / 1995 Bezirksoberliga Frankfurt-West (6) 2. Platz

1993 / 1994 Landesliga Hessen Süd (5) 16. Platz

1992 / 1993 Oberliga Hessen (3) 16. Platz

1991 / 1992 Oberliga Hessen (3) 2. Platz

1990 / 1991 Oberliga Hessen (3) 9. Platz

1989 / 1990 Oberliga Hessen (3) 2. Platz

1988 / 1989 Oberliga Hessen (3) 2. Platz

1987 / 1988 Oberliga Hessen (3) 3. Platz

1986 / 1987 Landesliga Hessen Süd (4) 1. Platz

1985 / 1986 Landesliga Hessen Süd (4) 3. Platz

1984 / 1985 Landesliga Hessen Süd (4) 3. Platz

1983 / 1984 Landesliga Hessen Süd (4) 3. Platz

1982 / 1983 Oberliga Hessen (3) 15. Platz

1981 / 1982 Oberliga Hessen (3) 14. Platz

1980 / 1981 Oberliga Hessen (3) 8. Platz

1979 / 1980 Landesliga Süd (4) 1. Platz

1978 / 1979 Oberliga Hessen (3) 16. Platz

1977 / 1978 Hessenliga (3) 14. Platz

1976 / 1977 Hessenliga (3) 9. Platz

1975 / 1976 Hessenliga (3) 8. Platz

1974 / 1975 Hessenliga (3) 6. Platz

1973 / 1974 Hessenliga (3) 2. Platz

1972 / 1973 Hessenliga (3) 2. Platz

1971 / 1972 Gruppenliga Mitte (4) 1. Platz

1970 / 1971 Gruppenliga Mitte (4) 4. Platz

1969 / 1970 Hessenliga (3) 15. Platz

1968 / 1969 Hessenliga (3) 11. Platz

1967 / 1968 Hessenliga (3) 9. Platz

1966 / 1967 Hessenliga (3) 13. Platz

1965 / 1966 Hessenliga (3) 8. Platz

1964 / 1965 2. Amateurliga (4) 1. Platz

1963 / 1964 2. Amateurliga (4)

1962 / 1963 2. Amateurliga (4)

1961 / 1962 2. Amateurliga (4)

1960 / 1961 1. Amateurliga (3)

1959 / 1960 1. Amateurliga (3)

1958 / 1959 1. Amateurliga (3)

1957 / 1958 1. Amateurliga (3)

1956 / 1957 1. Amateurliga (3)

1955 / 1954 1. Amateurliga (3)

1954 / 1955 1. Amateurliga (3)

1953 / 1954 1. Amateurliga (3)

1952 / 1953 1. Amateurliga (3)

1951 / 1952 2. Amateurliga (4)

1950 / 1951 Landesliga Hessen (3)

1949 / 1950 Bezirksklasse (3)

1948 / 1949 Bezirksklasse (3)

1947 / 1948 Bezirksklasse (3)

1946 / 1947 Landesliga Fulda (2)

## Bekannte ehemalige Spieler
- Ernst Abbé (vorher Eintracht Frankfurt, Karlsruher SC)
- Wolfgang April (vorheriger Name Boguslaw Kwiecien/vorher Eintracht Frankfurt)
- Ralf Bermel (später FSV Frankfurt)
- Hans-Peter Boy (vorher Eintracht Frankfurt)
- Marcus Croonen (vorher VfL Bochum)
- Thomas Esche (vorher SC Fortuna Köln)
- Dieter Gebert (vorher FSV Frankfurt)
- Stefan Gorges (vorher Eintracht Braunschweig)
- Ralf Haub (später u. a. Eintracht Frankfurt und Kickers Offenbach, Preußen Münster)
- Udo Klug (vorher FSV Frankfurt)
- Michael Krätzer (später 1. FC Saarbrücken)
- Walter Krause (vorher Kickers Offenbach, Hamburger SV, Rot-Weiß Oberhausen, MSV Duisburg)
- Ernst List (vorher 1. FC Saarbrücken)
- Karl Loweg (vorher u. a. Werder Bremen)
- Heinz Müller (später u. a. Hannover 96, FC St. Pauli, Lillestrøm SK, 1. FSV Mainz 05)
- Björn Pistauer (vorher Eintracht Frankfurt)
- Bernd Rügner (vorher Eintracht Frankfurt)
- Wolfgang Solz (vorher Eintracht Frankfurt)
- Lars Schmidt (später Karlsruher SC)
- Joachim Weber (vorher SV Darmstadt 98)
- Roland Weida (vorher u. a. Kickers Offenbach)
- Herbert Zimmermann (vorher 1. FC Köln)

## Stadion
Die SpVgg Bad Homburg trägt ihre Heimspiele seit 1949 im 7000 Zuschauer fassenden Stadion Sandelmühle aus. Zuvor war die SpVgg von 1939 bis 1949 am Sportplatz Güterbahnhof beheimatet. Ihre Vorläufervereine spielten von 1911 bis 1939 an der Bleiche Dietigheimer Straße und von 1906 bis 1911 war die Untere Promenade die Spielstätte.